# Laura Pausini World Tour 2009
World Tour 2009 es la quinta gira de la cantante italiana Laura Pausini, que comenzó en Brescia el 28 de febrero de 2009 y finalizó en Milán el 23 de diciembre de 2009. Es la gira más larga que ha realizado la cantante desde el comienzo de su carrera artística contando con 87 conciertos alrededor del mundo con sólo 53 de ellos en Italia.

## Acerca Del Tour
La cantante italiana anunció permanecer en gira durante todo un año, desde marzo hasta diciembre, actuando en Italia, Europa y América. El tour se llevó a cabo en ciudades importantes como Madrid, Barcelona, París, Zúrich, Ginebra, Helsinki, Turku, Estocolmo, Bruselas y otros. Luego se trasladará a República Dominicana, Estados Unidos, Canadá, México, Argentina, Chile, Perú y Brasil. Finalmente volvió a Italia en noviembre y diciembre con once fechas, en ciudades que ya ha tocado y otras como Rímini y Jesolo.
Debido a la alta demanda de entradas, el Laura Pausini World Tour 2009 se llevó a cabo en Milán por seis fechas, cinco en Roma, en Turín y Florencia se triplicaron y duplicaron en Bolonia, Brescia, Castel Morrone, Catania, Éboli, Mantova y Treviso.
El tour promocionó el álbum "Primavera in Anticipo/Primavera Anticipada". Durante la gira Laura Pausini y su banda llevaron ropa diseñada por Giorgio Armani.
Al finalizar el tour de Laura Pausini se lanzó su 3.er. álbum en directo Laura Live World Tour 09 que contiene temas grabados e interpretados en una ciudad diferente en la cual visitó. La versión para el mercado español y latino se titula Laura Live Gira Mundial 09.

## Banda
- Laura Pausini - Voz Principal.
- Paolo Carta  - Guitarra, y Dirección Musical.
- Emiliano Bassi - Batería.
- Bruno Zucchetti - Teclados.
- Mateo Bassi - Bajo.
- Gabriele Fersini - Guitarra.
- Gianluigi Fazio - Coro.
- Emanuela Cortesi - Coro.
- Roberta Granà - Coro.

## Repertorio de canciones
| Italia & Europa |
| --- |
| [Intro: It's too late] 1. Invece no 2. Ascolta il tuo cuore 3. Come se non fosse stato mai amore 4. Medley Rock: Spaccacuore/Benedetta passione/La prospettiva di me/Parlami 5. Destinazione Paradiso 6. Un'emergenza d'amore (1° Cambio de Ropa) 7. Un fatto ovvio 8. Strani amori 9. E ritorno da te 10. Vivimi 11. La geografia del mio cammino 12. Medley Pop: Dove sei/Siamo noi/Il mio sbaglio piu grande/Gente/Bellissimo cosí (2° Cambio de Ropa) 13. Sorella terra (3° Cambio de Ropa) 14. Mille braccia 15. Le cose che vivi (Presentación de Banda) 16. Medley Soft: Anche se non mi vuoi/Nel modo piu sincero che c'é/Surrender/In assenza di te/Incancellabile 17. La mia banda suona il rock 18. Tra te e il mare 19. Resta in ascolto 20. Primavera in anticipo (Bis) (4° Cambio de Ropa) 21. Io canto 22. Non c'é 23. La solitudine (Notas) 1. En Francia, Suiza y Bélgica interpreta "On n'oublie jamais rien (on vit avec)" para sustituir "Destinazione paradiso". |

| España |
| --- |
| [Intro: It's too late] 1. En cambio no 2. Escucha a tu corazón 3. Como si no nos hubiéramos amado 4. Medley Rock: Dispárame dispara/Bendecida pasión/Mi perspectiva/Háblame 5. Destino paraíso 6. Emergencia de amor (1° Cambio de Ropa) 7. Un hecho obvio 8. Amores extraños 9. Volveré junto a ti 10. Víveme 11. La geografía de mi camino 12. Medley Pop: Dove sei/Somos hoy/Un error de los grandes/Gente/Bellísimo así (2° Cambio de Ropa) 13. Hermana tierra (3° Cambio de Ropa) 14. Alzando nuestros brazos 15. Las cosas que vives (Presentación de Banda) 16. Medley Soft: Si no me quieres hoy/Del modo más sincero/Surrender/En ausencia de ti/Inolvidable 17. Y mi banda toca el rock 18. Entre tú y mil mares 19. Escucha atento 20. Primavera anticipada (Bis) (4° Cambio de Ropa) 21. Yo canto 22. Se fue 23. La soledad |

| Italia: Gira de verano |
| --- |
| 1. Mille braccia 2. Ascolta il tuo cuore 3. Come se non fosse stato mai amore 4. Medley Rock: Spaccacuore/Benedetta passione/La prospettiva di me/Parlami/Il mio beneficio 5. Destinazione paradiso 6. Un'emergenza d'amore (1° Cambio de Ropa) 7. Un fatto ovvio 8. Strani amori 9. E ritorno da te 10. Vivimi 11. La geografia del mio cammino 12. Bellissimo cosí (2° Cambio de Ropa) 13. Invece no (3° Cambio de Ropa) 14. Le cose che vivi (Presentación de Banda) 15. Medley Soft: Il tuo nome in maiuscolo/Nel modo piu sincero che c'é/Surrender/Due innamorati come noi/Prima che esci/In assenza di te/Incancellabile/Heal the world 16. La mia banda suona il rock 17. Tra te e il mare 18. Resta in ascolto (Bis) 19. Io canto 20. Non c'é 21. La solitudine (4° Cambio de Ropa) 22. Primavera in anticipo (It is my song) |

| Latinoamérica |
| --- |
| 1. Alzando nuestros brazos 2. Escucha a tu corazón 3. Como si no nos hubiéramos amado 4. Medley Rock: Dispárame dispara/Bendecida pasión/Mi perspectiva/Háblame/Mis beneficios 5. Destino paraíso 6. Emergencia de amor (1° Cambio de Ropa) 7. Un hecho obvio 8. Amores extraños 9. Volveré junto a ti 10. Víveme 11. Con la música en la radio 12. La geografía del mi camino 13. Bellísimo así (2° Cambio de Ropa) 14. En cambio no 15. Hermana tierra (3° Cambio de Ropa) 16. Las cosas que vives (Presentación de Banda) 17. Medley Soft: Cuando se ama/Del modo más sincero/Surrender/Dos enamorados/Antes de irte/En ausencia de ti/Inolvidable/Heal the world 18. Y mi banda toca el rock 19. Entre tú y mil mares 20. Escucha atento (Bis) 21. Yo canto 22. Se fue 23. La soledad (4° Cambio de Ropa) 24. Primavera anticipada (It is my song) |

| Brasil |
| --- |
| 1. Mille braccia 2. Ascolta il tuo cuore 3. Come se non fosse stato mai amore 4. Medley Rock: Dispárame dispara/Benedetta passione/La prospettiva di me/Parlami/Il mio beneficio 5. Un'emergenza d'amore 6. Strani amori 7. E ritorno da te 8. Vivimi 9. Bellissimo cosí (1° Cambio de Ropa) 10. Invece no 11. Sorella terra (2° Cambio de Ropa) 12. Le cose che vivi (Presentación de Banda) 13. Medley Soft: Se ami sai (Sei que me amavas)/Nel modo piu sincero che c'é/Un fatto ovvio/Surrender/Apaixonados como nós/Gente/In assenza di te/Inesquecível/Heal the world 14. La mia banda suona il rock 15. Tra te e il mare 16. Resta in ascolto (Bis) 17. Io canto 18. Se fue 19. La solitudine (3° Cambio de Ropa) 20. Agora nao 21. Con la musica alla radio 22. Primavera anticipada (It is my song) |

| Canadá |
| --- |
| 1. Mille Braccia 2. Ascolta Il Tuo Cuore 3. Come Se Non Fosse Stato Mai Amore 4. Medley Rock:Dispárame, Dispara, Benedetta Passione, La Prospettiva di Me, Parlami, Il Mio Beneficio 5. Destinazione Paradiso 6. Un'emergenza d'amore (1° Cambio de Ropa) 7. Un Fatto Ovvio 8. Strani Amori 9. E Ritorno da Te 10. Vivimi 11. La Geografía del Mio Cammino 12. Bellissimo Così (2° Cambio de Ropa) 13. Invece No (3° Cambio de Ropa) 14. Le Cose Che Vivi (Presentación de Banda) 15. Medley Acústico: Il Tuo Nome In Maiuscolo, Nel Modo Più Sincero Che C'è, Surrender, Due Innamorati come Noi, Prima Che Esci, In Assenza di Te, Incancellabile, Heal the World 16. La Mia Banda Suona Il Rock 17. Tra Te E Il Mare 18. Resta In Ascolto (Bis) 19. Io Canto 20. Se Fue 21. La Solitudine (4° Cambio de Ropa) 22. Primavera In Anticipo |

| Italia: Ultima etapa |
| --- |
| 1. Invece No 2. Ascolta Il Tuo Cuore 3. Come Se Non Fosse Stato Mai Amore 4. Medley Rock:Spaccacuore, Benedetta Passione, La Prospettiva di Me, Parlami, Il Mio Beneficio 5. Destinazione Paradiso 6. Non Sono Lei 7. Un'emergenza d'amore (1° Cambio de Ropa) 8. Un Fatto Ovvio 9. Casomai 10. Resta In Ascolto 11. E Ritorno da Te 12. Vivimi 13. Bellissimo Così (2° Cambio de Ropa) 14. Le Cose Che Vivi (Presentación de Banda) 15. Medley Acústico: Seamisai, Nel Modo Più Sincero Che C'è, Surrender, Prima Che Esci, In Assenza di Te, Incancellabile, Heal the World 16. La Mia Banda Suona Il Rock 17. Tra Te E Il Mare 18. Io Canto 19. Non C'è 20. La Solitudine (Bis) 21. Con La Musica alla Radio 22. Primavera In Anticipo |

## Fechas
| Date                     | City                  | Country               | Venue                                                     |
| Italia: Primera Etapa    | Italia: Primera Etapa | Italia: Primera Etapa | Italia: Primera Etapa                                     |
| ------------------------ | --------------------- | --------------------- | --------------------------------------------------------- |
| 28 de febrero de 2009    | Brescia               | Italia                | Palasport San Filippo                                     |
| 5 de marzo de 2009       | Turín                 | Italia                | Palasport Olimpico                                        |
| 6 de marzo de 2009       | Turín                 | Italia                | Palasport Olimpico                                        |
| 7 de marzo de 2009       | Mantua                | Italia                | PalaBam                                                   |
| 9 de marzo de 2009       | Perugia               | Italia                | PalaEvangelisti                                           |
| 11 de marzo de 2009      | Florencia             | Italia                | Nelson Mandela Forum                                      |
| 14 de marzo de 2009      | Roma                  | Italia                | PalaLottomatica                                           |
| 15 de marzo de 2009      | Roma                  | Italia                | PalaLottomatica                                           |
| 16 de marzo de 2009      | Roma                  | Italia                | PalaLottomatica                                           |
| 19 de marzo de 2009      | Eboli                 | Italia                | PalaSele                                                  |
| 21 de marzo de 2009      | Reggio Calabria       | Italia                | PalaCalafiore                                             |
| 24 de marzo de 2009      | Acireale              | Italia                | PalaTupparello                                            |
| 25 de marzo de 2009      | Acireale              | Italia                | PalaTupparello                                            |
| 27 de marzo de 2009      | Caserta               | Italia                | PalaMaggiò                                                |
| 28 de marzo de 2009      | Caserta               | Italia                | PalaMaggiò                                                |
| 31 de marzo de 2009      | Ancona                | Italia                | PalaRossini                                               |
| 1 de abril de 2009       | Pesaro                | Italia                | Adriatic Arena                                            |
| 3 de abril de 2009       | Bolonia               | Italia                | Futurshow Station                                         |
| 5 de abril de 2009       | Brescia               | Italia                | PalaBrescia                                               |
| 7 de abril de 2009       | Bolzano               | Italia                | PalaOnda                                                  |
| 14 de abril de 2009      | Milán                 | Italia                | Mediolanum Forum                                          |
| 16 de abril de 2009      | Treviso               | Italia                | PalaVerde                                                 |
| 17 de abril de 2009      | Treviso               | Italia                | PalaVerde                                                 |
| 19 de abril de 2009      | Livorno               | Italia                | PalaLivorno                                               |
| 20 de abril de 2009      | Génova                | Italia                | Vaillant Palace                                           |
| 22 de abril de 2009      | Milán                 | Italia                | Mediolanum Forum                                          |
| 23 de abril de 2009      | Milán                 | Italia                | Mediolanum Forum                                          |
| 24 de abril de 2009      | Milán                 | Italia                | Mediolanum Forum                                          |
| Europa                   |                       |                       |                                                           |
| 28 de abril de 2009      | Madrid                | España                | Madrid Arena                                              |
| 30 de abril de 2009      | Barcelona             | España                | Palau Sant Jordi                                          |
| 2 de mayo de 2009        | Marsella              | Francia               | Le Dôme de Marseille                                      |
| 4 de mayo de 2009        | Nantes                | Francia               | Le Zénith                                                 |
| 6 de mayo de 2009        | Metz                  | Francia               | Galaxie Amnéville                                         |
| 8 de mayo de 2009        | Zürich                | Suiza                 | Hallenstadion                                             |
| 10 de mayo de 2009       | Geneva                | Suiza                 | SEG Geneva Arena                                          |
| 12 de mayo de 2009       | París                 | Francia               | Zénith de Paris                                           |
| 17 de mayo de 2009       | Tampere               | Finlandia             | Tampere Hall                                              |
| 18 de mayo de 2009       | Turku                 | Finlandia             | HK Arena                                                  |
| 20 de mayo de 2009       | Helsinki              | Finlandia             | Hartwall Areena                                           |
| 22 de mayo de 2009       | Estocolmo             | Suecia                | Cirkus                                                    |
| 25 de mayo de 2009       | Bruselas              | Bélgica               | Forest National                                           |
| 27 de mayo de 2009       | Dortmund              | Alemania              | Westfalenhalle                                            |
| 30 de mayo de 2009       | Valladolid            | España                | Estadio Nuevo José Zorrilla IV Festival Valladolid Latino |
| 2 de junio de 2009       | Florencia             | Italia                | Nelson Mandela Forum                                      |
| Italia: Gira de Verano   |                       |                       |                                                           |
| 25 de junio de 2009      | Ravenna               | Italia                | PalaDeAndrè                                               |
| 27 de junio de 2009      | Codroipo              | Italia                | Villa Manin                                               |
| 29 de junio de 2009      | Verona                | Italia                | Verona Arena                                              |
| 1 de julio de 2009       | Piazzola sul Brenta   | Italia                | Anfiteatro Camerini                                       |
| 3 de julio de 2009       | Monza                 | Italia                | Villa Reale di Monza                                      |
| 5 de julio de 2009       | Alessandria           | Italia                | Stadium Moccagatta                                        |
| 8 de julio de 2009       | Locarno               | Suiza                 | Piazza Grande Moon&Stars Festival                         |
| 9 de julio de 2009       | Bergamo               | Italia                | Arena estiva della Fiera di Bergamo                       |
| 11 de julio de 2009      | Nápoles               | Italia                | Mostra d'Oltremare                                        |
| 14 de julio de 2009      | Teramo                | Italia                | Nuovo Stadio Comunale a Piano D'Accio                     |
| 16 de julio de 2009      | Barletta              | Italia                | Castello                                                  |
| 18 de julio de 2009      | Palermo               | Italia                | Velódromo Paolo Borsellino                                |
| 21 de julio de 2009      | Valletta              | Malta                 | Luxol Parade Grounds                                      |
| 25 de julio de 2009      | Cagliari              | Italia                | Fiera Campionaria                                         |
| 15 de agosto de 2009     | Monte Carlo           | Mónaco                | Salle des Etoiles                                         |
| Latinoamérica            |                       |                       |                                                           |
| 19 de septiembre de 2009 | Santo Domingo         | República Dominicana  | Palacio de los Deportes Virgilio Travieso Soto            |
| 24 de septiembre de 2009 | Los Ángeles           | Estados Unidos        | Wiltern Theater                                           |
| 27 de septiembre de 2009 | Lima                  | Perú                  | Jockey Club                                               |
| 30 de septiembre de 2009 | Santiago              | Chile                 | Movistar Arena                                            |
| 2 de octubre de 2009     | Buenos Aires          | Argentina             | Estadio G.E.B.A.                                          |
| 4 de octubre de 2009     | Río de Janeiro        | Brasil                | Citibank Hall                                             |
| 6 de octubre de 2009     | São Paulo             | Brasil                | Credicard Hall                                            |
| 7 de octubre de 2009     | São Paulo             | Brasil                | Credicard Hall                                            |
| 10 de octubre de 2009    | Ciudad de México      | México                | National Auditorium                                       |
| 12 de octubre de 2009    | Monterrey             | México                | Arena Monterrey                                           |
| 14 de octubre de 2009    | Hollywood             | Estados Unidos        | Hard Rock Live                                            |
| 16 de octubre de 2009    | New York City         | Estados Unidos        | Lincoln Center                                            |
| 18 de octubre de 2009    | Atlantic City         | Estados Unidos        | Mark G. Etess Arena                                       |
| 21 de octubre de 2009    | Montreal              | Canadá                | Bell Centre                                               |
| 23 de octubre de 2009    | Toronto               | Canadá                | Air Canada Centre                                         |
| 25 de octubre de 2009    | Mashantucket          | Estados Unidos        | MGM Theatre at Foxwoods                                   |
| Italia: Última Etapa     |                       |                       |                                                           |
| 13 de noviembre de 2009  | Rimini                | Italia                | 105 Stadium                                               |
| 14 de noviembre de 2009  | Mantua                | Italia                | PalaBam                                                   |
| 25 de noviembre de 2009  | Jesolo                | Italia                | Palazzo del Turismo                                       |
| 27 de noviembre de 2009  | Roma                  | Italia                | PalaLottomatica                                           |
| 28 de noviembre de 2009  | Roma                  | Italia                | PalaLottomatica                                           |
| 1 de diciembre de 2009   | Acireale              | Italia                | PalaTupparello                                            |
| 3 de diciembre de 2009   | Eboli                 | Italia                | PalaSele                                                  |
| 5 de diciembre de 2009   | Bolonia               | Italia                | Futurshow Station                                         |
| 7 de diciembre de 2009   | Florencia             | Italia                | Nelson Mandela Forum                                      |
| 9 de diciembre de 2009   | Turín                 | Italia                | Palasport Olimpico                                        |
| 22 de diciembre de 2009  | Milán                 | Italia                | Mediolanum Forum                                          |
| 23 de diciembre de 2009  | Milán                 | Italia                | Mediolanum Forum                                          |

### Box office score data (Billboard)
| Venue                      | City             | Tickets sold / Available | Gross revenue |
| -------------------------- | ---------------- | ------------------------ | ------------- |
| Palasport Olimpico (March) | Turin            | 18,638 / 18,638 (100%)   | $828,003 *    |
| PalaEvangelisti            | Perugia          | 5,503 / 5,503 (100%)     | $216,296 *    |
| Nelson Mandela Forum       | Florence         | 6,817 / 7,600 (90%)      | $292,884 *    |
| PalaLottomatica (March)    | Rome             | 23,311 / 23,311 (100%)   | $1,079,429 *  |
| Mediolanum Forum (Apr)     | Milan            | 40,072 / 40,072 (100%)   | $2,356,899 *  |
| Fiera Campionaria          | Cagliari         | 9,085 / 9,120 (99%)      | $538,753 **   |
| Wiltern Theater            | Los Ángeles      | 1,236 / 1,888 (65%)      | $97,556 ***   |
| Citibank Hall              | Río de Janeiro   | 2,251 / 3,336 (67%)      | $236,487 **   |
| Credicard Hall             | São Paulo        | 7,512 / 8,096 (93%)      | $808,085 **   |
| National Auditorium        | Ciudad de México | 8,565 / 9,569 (90%)      | $341,004 ***  |
| Bell Centre                | Montreal         | 2,246 / 3.000 (75%)      | $212,480 **** |
| PalaLottomatica (Nov)      | Rome             | 14,390 / 15,426 (93%)    | $777,263      |
| Futurshow Station (Dec)    | Bologna          | 8,348 / 11,500 (73%)     | $433,962      |
| Palasport Olimpico (Dec)   | Turin            | 9,273 / 10,210 (91%)     | $485,785      |
| Mediolanum Forum (Dec)     | Milan            | 20,036 / 20,036 (100%)   | $1,299,280    |
| TOTAL                      | TOTAL            | 138,173 / 148,748 (93%)  | $7,570,989    |